# Dorfkirche Kolrep

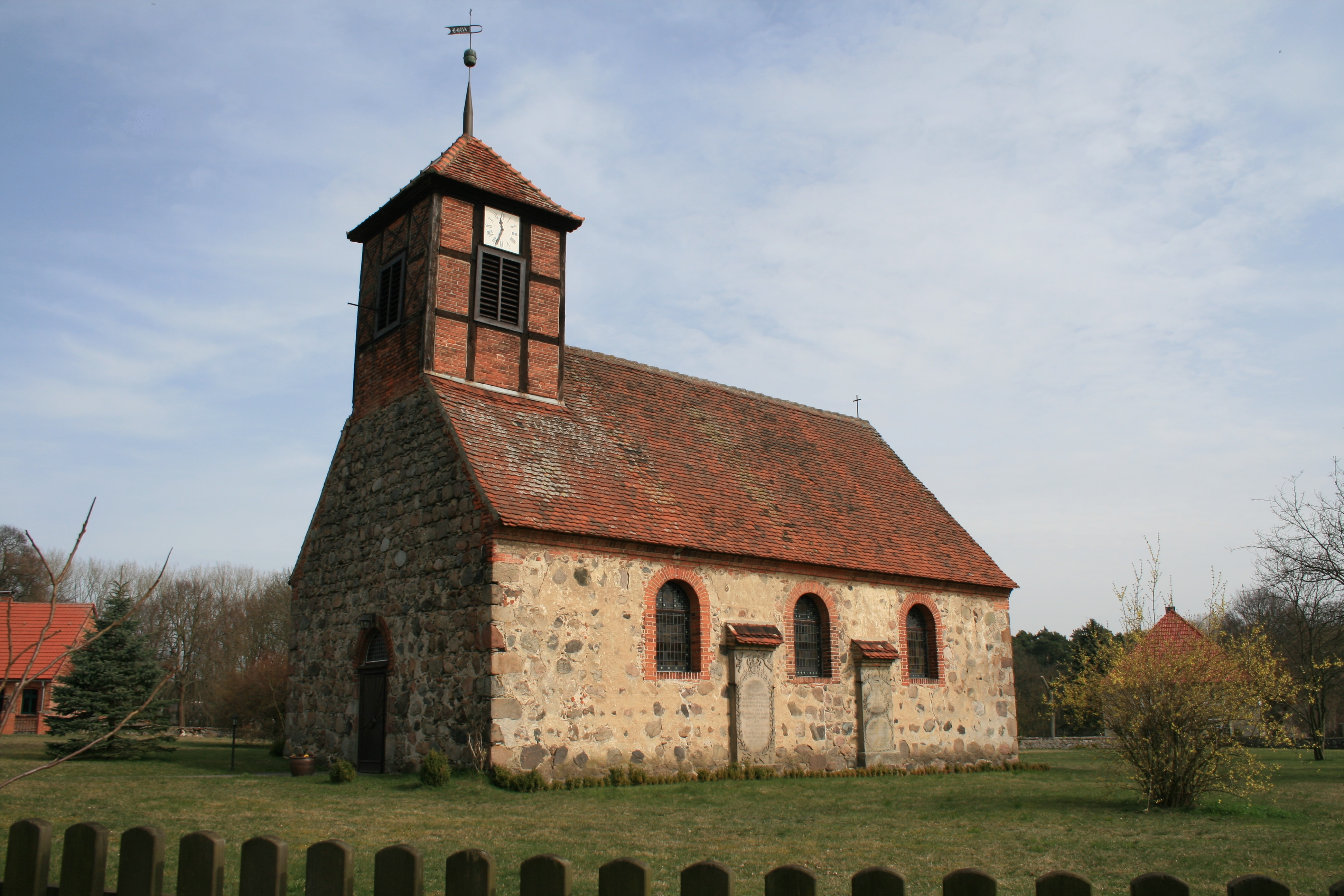
Dorfkirche Kolrep

Die evangelische, denkmalgeschützte Dorfkirche Kolrep steht in Kolrep, einem Ortsteil der Gemeinde Gumtow im Landkreis Prignitz in Brandenburg. Die Kirche gehört zur Kirchengemeinde Luchleben im Kirchenkreis Prignitz der Evangelischen Kirche Berlin-Brandenburg-schlesische Oberlausitz.

## Beschreibung
Die Feldsteinkirche wurde Mitte des 14. Jahrhunderts gebaut. Dem Satteldach ihres Langhauses wurde 1844 im Westen ein quadratischer Dachreiter aus Holzfachwerk aufgesetzt, der mit einem Pyramidendach bedeckt ist, dessen Gefache mit unverputzten Backsteinen ausgefüllt sind, und der die Turmuhr und den Glockenstuhl beherbergt. Die Fenster an den Längswänden des Langhauses wurden später zu Bogenfenstern erweitert, die drei gotischen, spitzbogigen Fenster an der Ostwand blieben erhalten. 
Der Innenraum wurde nach 1933 von Robert Sandfort ausgemalt. Zur Kirchenausstattung gehört ein Kanzelaltar, in den zwei spätgotische, geschnitzte Statuen eingefügt wurden, die Petrus und einen Bischof darstellen. Die Orgel mit sieben Registern, einem Manual und einem Pedal wurde 1878 von Friedrich Hermann Lütkemüller gebaut.